# Alstead (New Hampshire)
Pour les articles homonymes, voir Alstead.
Alstead est une localité du Comté de Cheshire au New Hampshire.
Sa population était de 1 986 habitants en 2010.

## Histoire
Alstead a été incorporé en 1763.